# Adolf Nickol

Adolf Nickol (eventuell Selbstporträt)

Adolf Karl Friedrich Nickol, eigentlich Nickel (* 10. März 1824 in Schöppenstedt; † 21. Mai 1905 in Braunschweig) war ein deutscher Maler, der insbesondere für seine Landschafts- und Tierbilder bekannt ist.

## Leben und Werk
Nickol wurde in einem kleinen Dorf östlich von Braunschweig als siebter Sohn des Schönfärbermeisters Heinrich Anton Karl Julius Nickol (1778–1854) und dessen Frau Johanna Magdalena Luise (geborene Niemeier, 1781–1848) geboren. Seine Eltern erkannten früh seine Begabung und ließen ihn in Malerei ausbilden. Mit 14 Jahren immatrikulierte er sich am Braunschweiger Collegium Carolinum, wo er unter anderem Schüler von Heinrich Brandes war. Aufgrund überdurchschnittlicher Leistungen besuchte Nickol ab 1846 die Akademie der Bildenden Künste München (ohne dort eingeschrieben zu sein) und unternahm darüber hinaus eine längere Studienreise durch die Niederlande, Belgien und Frankreich. Gemeinsam mit Friedrich Wilhelm Pfeiffer wurde er zudem Mitglied im „Kunstclub Braunschweig“, der seit 1832 bestand. 1851 kam er nach Braunschweig zurück, um sich dort als Maler nieder zu lassen. Eine weitere Reise führte ihn 1853/54 nach Italien, wo er sich insbesondere in Rom und Umgebung aufhielt. 1856 schlug Brandes seinen Schüler dem Carolinum als seinen Stellvertreter vor. Nach Brandes’ Tod 1868 wurde Nickol auf Empfehlung des Rektors und Mathematikprofessors Julius Dedekind zu Brandes’ Nachfolger in Freihand-, Ornament-, Figuren- und Landschaftszeichnen ernannt. 1870 folgte Nickols Ernennung zum Professor.
Nachdem er bereits mehrfach für seine Arbeit vom braunschweigischen Welfenherzog Wilhelm ausgezeichnet worden war, wurde Nickol 1899 zum Geheimen Hofrat ernannt. 1903 folgte das Kommandeurkreuz des Ordens Heinrichs des Löwen. 1904 wurde Nickol schließlich emeritiert. Zu seinen Schülern gehörten unter anderem: Otto Keitel, Arnold Kramer, Hans Pahlmann, Wilhelm Pahlmann, Constantin Uhde und Rudolf Wilke.

## Werke (Auswahl)
Einige seiner Werke befinden sich im Städtischen Museum Braunschweig.
- Schliestedt bei Aschersleben (1844)
- Pferde in einem Gestüt bei herannahendem Gewitter von Stallknechten nach den Ställen getrieben und Das Innere eines Pferdestalls (1844, Berliner Akademie der Künste)[7]
- Blankenburg, Heimburg/Harz, Teufelsmauer (1845)
- Morgrenlandschaft im Charakter des Rheins (1860, Kunstausstellung in Lübeck)[7]
- Italien, griechisches Theater von Taormina (1870)[8]
- An der Stalltür (1887, Aquarellausstellung in Dresden)[7]
- Vor dem Gewitter (Hirte mit Schafherde)[9]
- Schäfer beim Gewitter (1888, Neues Museum Hannover) und Landschaft mit Schafherde (1888, Städtisches Museum Braunschweig)[7]